# SAFE AIR
SAFE_AIR (Simulation of Air pollution From Emissions _ Above Inhomogeneous Regions) è un modello avanzato di dispersione di inquinanti in atmosfera, utilizzato per il calcolo delle concentrazioni prodotte da emissioni sia continue sia intermittenti, a partire da sorgenti puntiformi, lineari, areali e di volume. Utilizza un sistema integrato a puff e pennacchio gaussiano. SAFE_AIR  è costituito di tre parti: il pre-processore meteorologico WINDS (Wind-field Interpolation by Non Divergent Schemes) per il calcolo dei campi di vento, il pre-processore meteorologico ABLE (Acquisition of Boundary Layer parameters) per il calcolo dei parametri atmosferici ed un modello lagrangiano multisorgente chiamato P6 (Program Plotting Paths of Pollutant Puffs and Plumes) per il calcolo della dispersione degli inquinanti.
SAFE_AIR  è inserito nel Model Documentation System (MDS) dell'European Environment Agency (EEA) e dell'Agenzia per la Protezione dell'Ambiente e per i servizi Tecnici (APAT).

## Storia
SAFE_AIR è stato implementato ed è distribuito dal Dipartimento di Fisica (DIFI) dell'Università degli Studi di Genova. La prima versione di SAFE_AIR fu pubblicata nel 1996. L'attuale versione II è stata prodotta nel 2003 sia per piattaforma Microsoft Windows sia per ambiente Unix. Il listato è scritto in linguaggio Fortran.

## Dati di ingresso

### Dati orografici
- Orografia
- Rugosità
- Displacement level
- Land sea mask

### Dati meteorologici
- Temperatura ambiente
- Direzione del vento
- Velocità del vento
- Classe di stabilità atmosferica
- Pressione atmosferica
- Copertura nuvolosa
- Albedo

### Sorgenti
- Posizione
- Dimensione
- Altezza di rilascio dell'emissione
- Flusso di massa dell'inquinante primario e secondario
- Flusso di volume dell'emissione totale
- Temperatura di uscita del gas
- Velocità di uscita del gas

## Caratteristiche e potenzialità di SAFE_AIR
Il modello simula sia pennacchi continui di tipo passivo o turbolento sia rilasci di puff di breve durata. Il modello comprende algoritmi che tengono conto degli effetti:
- dovuti alla presenza di edifici prossimi alla sorgente che possono influenzare il comportamento del pennacchio (effetti di downwash);
- dovuti alla presenza di terreno complesso.

La dinamica degli elementi è determinata localmente oltre che dalla diffusione dovuta alla turbolenza atmosferica anche dalla deposizione al suolo (secca e umida), dalla sedimentazione gravitazionale e dalle reazioni chimiche di prim'ordine. L'innalzamento del pennacchio di inquinante è calcolato in funzione della distanza. La concentrazione può essere mediata su periodi molto brevi oppure su intervalli annuali. 
Esso parametrizza la turbolenza atmosferica sia attraverso la profondità dello strato limite e la lunghezza di Monin-Obukhov sia attraverso le classi di stabilità atmosferica di Pasquill.

### Ulteriori letture
Per coloro che non hanno familiarità con i modelli di dispersione atmosferica e che desiderano approfondire l'argomento, si suggeriscono i seguenti libri:
- Turner, D.B., Workbook of atmospheric dispersion estimates: an introduction to dispersion modeling, 2nd Edition, CRC Press, 1994, ISBN 1-56670-023-X. www.crcpress.com
- 4th Edition Beychok, M.R., Fundamentals Of Stack Gas Dispersion, self-published, 2005, ISBN 0-9644588-0-2. www.air-dispersion.com